# 加布里埃拉·威廉斯
加布里埃拉·威廉斯（法語：Gabriella Willems，1997年7月1日—），比利时女子柔道运动员，2017年世界青年柔道锦标赛女子70公斤级铜牌得主、2024年夏季奥林匹克运动会女子70公斤级铜牌得主。